# Парагвайская футбольная ассоциация
Парагвайская футбольная ассоциация (или Парагвайская ассоциация футбола, АПФ исп. Asociación Paraguaya de Fútbol; APF, гуар. Paraguái Mangapy Atyguasu) — главная парагвайская организация, заведующая футболом в стране. Штаб-квартира находится в Асунсьоне.

## История
Главная футбольная организация Парагвая была основана 18 июня 1906 года под названием «Лига Парагвая футбольной ассоциации» (Liga Paraguaya de Football Association), позже «футбольную ассоциацию» сократили до просто «футбола» (в 1957 году стали использовать испанское слово Fútbol вместо заимствованного английского). С 3 декабря 1998 года организация стала носить современное наименование. Примечательно, что с 1911 по 1917 года в Парагвае существовала диссидентская организация с таким же названием, которая проводила собственный чемпионат, не признаваемый официальной организацией.

## Достижения
Основная сборная
- Участник восьми финальных стадий чемпионатов мира; лучшее достижение — 1/4 финала в 2010 году
- Серебряный призёр Олимпийских игр (1): 2014
- Победитель Кубка Америки (2): 1953, 1979

Молодёжная сборная
- Чемпион Южной Америки (до 20 лет) (1): 1971

Сборная по мини-футболу
- Участник шести финальных стадий чемпионатов мира; лучшее достижение — 1/4 финала в 2016 году
- Чемпион Южной Америки (1): 1965

## Президенты АПФ
Liga Paraguaya de Football Association
| Имя                   | Период    |
| --------------------- | --------- |
| Адольфо Рикельме      | 1906—1908 |
| Эусебио Айяла         | 1908—1909 |
| / Вильям Патс         | 1909—1910 |
| Эмилио Мантера        | 1910      |
| Хунио Кинто Годой     | 1910—1911 |
| Алехандро Гатти       | 1911—1913 |
| Энрике Л. Пино        | 1913—1923 |
| Хуан Мануэль Альварес | 1923—1924 |
| Эстебан Семидей       | 1924—1926 |
| Адриано Ирала         | 1926—1928 |
| Мануэль Бедойя        | 1928—1931 |
| Хуан Пабло Горостиага | 1931—1932 |
| Игнасио Л. Парра      | 1932      |
| Франсиско Эскульес    | 1935—1936 |
| Рамон Т. Картес       | 1936—1937 |
| Мануэль Галиано       | 1937—1938 |
| Хуан Артуро Лавинье   | 1939—1940 |
| Сампсон Харрисон      | 1940      |

Liga Paraguaya de Football
| Имя                  | Период    |
| -------------------- | --------- |
| Мануэль Бедойя       | 1941      |
| Хулио Сесар Айральди | 1942—1944 |
| Криспин Инсаурральде | 1944—1945 |
| Фульхенсио Р. Морено | 1945—1946 |
| Оскар Пино Инсфран   | 1946—1947 |
| Лоренсо Н. Ливьерес  | 1947—1948 |
| Рамон Мартино        | 1948      |
| Блас А. Дос Сантос   | 1948—1950 |
| Лидио Кеведо         | 1950—1951 |
| Блас А. Дос Сантос   | 1951—1952 |
| Альфонсо Капурро     | 1952—1954 |
| Лидио Кеведо         | 1954—1955 |
| Раймундо Паньягва    | 1955—1956 |
| Альфонсо Капурро     | 1956—1957 |

Liga Paraguaya de Fútbol
| Имя                       | Период    |
| ------------------------- | --------- |
| Педро Рекальде            | 1957      |
| Эрнесто Гавилан           | 1958—1959 |
| Ассель Агилар Соса        | 1959—1960 |
| Тулио Мануэль Кирос       | 1960—1961 |
| Мануэль Дуарте Пальярес   | 1961—1963 |
| Анастасио Мендоса Санчес  | 1963—1965 |
| Херонимо Ангуло Гастон    | 1965—1967 |
| Рауль Фернандес           | 1967—1968 |
| Хуан Антонио Соса Гаутьер | 1969—1970 |
| Николас Леос              | 1971—1972 |
| Умберто Домингес Дибб     | 1973—1976 |
| Оскар Барчини             | 1977—1979 |
| Николас Леос              | 1979—1984 |
| Хесус Мануэль Пальярес    | 1985—1994 |
| Оскар Х. Харрисон         | 1994—1998 |

Asociación Paraguaya de Fútbol
| Имя                             | Период    |
| ------------------------------- | --------- |
| Оскар Х. Харрисон               | 1998—2007 |
| Хуан Анхель Напоут              | 2007—2014 |
| Алехандро Домингес Вильсон Смит | 2014—2016 |
| Рамон Гонсалес Даэр             | 2016      |
| Роберт Харрисон                 | 2016—н.в. |

## Деятельность АПФ

### Сборные Парагвая
- Основная команда
- Молодёжная сборная
- Женская сборная
- Сборная по мини-футболу

### Турниры
- Первый дивизион (Примера)
- Второй дивизион (Сегунда)
- Кубок Парагвая (проводится с 2018 года)
- Турнир Республики (аналог Кубка Парагвая, проводился в 1990—1995 годах)

### Премии и звания
- Ежегодная премия Футболист года в Парагвае